# 黒岩信允
黒岩 信允（くろいわ のぶみつ、1987年9月10日 - ）は、群馬県吾妻郡嬬恋村出身のスピードスケート選手、ロードレース (自転車競技)選手。群馬県立嬬恋高等学校卒業・明治大学卒業。

## 略歴
- 2004年、国民体育大会冬季大会少年男子10,000m優勝。
- 2005年、全国高校総体10,000mに出場。15分06秒82で5位[1]。
- 2006年、全国高校総体10,000mに出場。14分23秒88のリンクレコードで初優勝[2]。
- 同年、国民体育大会冬季大会少年男子10,000mに出場。13分50秒35で優勝。高校総体との2冠を達成。
- 2010年バンクーバーオリンピック代表選考会では5000m13位に終わり[3]、代表に選ばれなかった。
- 2012年よりRISING VAXへ加入し自転車競技（ロードレース）に転向した[4]。